# Nazarena Filpo
Nazarena Filpo (* 17. Februar 2006) ist eine uruguayische Leichtathletin, die sich auf den Mittelstreckenlauf spezialisiert hat.

## Sportliche Laufbahn
Erste Erfahrungen bei internationalen Meisterschaften sammelte Nazarena Filpo im Jahr 2021, als sie bei den U18-Südamerikameisterschaften in Encarnación in 2:16,68 min den vierten Platz im 800-Meter-Lauf belegte. Im Jahr darauf belegte sie bei den U18-Südamerikameisterschaften in São Paulo in 2:14,21 min den fünften Platz über 800 Meter und gelangte im 1500-Meter-Lauf mit 4:50,30 min auf Rang sieben. Anschließend wurde sie bei den U23-Südamerikameisterschaften in Cascavel in 2:19,59 min Sechste über 800 Meter. 2023 klassierte sie sich bei den U20-Südamerikameisterschaften in Bogotá mit 2:17,05 min auf dem fünften Platz über 800 Meter.
2023 wurde Filpo uruguayische Meisterin im 1500-Meter-Lauf. 

## Persönliche Bestleistungen
- 800 Meter: 2:14,21 min, 11. September 2022 in São Paulo
- 1500 Meter: 4:47,88 min, 1. April 2023 in Rosario